# Ladies and Gentlemen We Are Floating in Space
Az 1997-es Ladies and Gentlemen We Are Floating in Space a Spiritualized harmadik nagylemeze. Az albumon közreműködött a Balanescu Quartet, a London Community Gospel Choir és Dr. John is. A lemez szerepel az 1001 lemez, amit hallanod kell, mielőtt meghalsz című könyvben.

## Az album dalai
|     | Cím                                           | Szerző(k)    | Hossz |
| --- | --------------------------------------------- | ------------ | ----- |
| 1.  | Ladies and Gentlemen We Are Floating in Space | Jason Pierce | 3:40  |
| 2.  | Come Together                                 | Jason Pierce | 4:40  |
| 3.  | I Think I'm in Love                           | Jason Pierce | 8:09  |
| 4.  | All of My Thoughts                            | Jason Pierce | 4:36  |
| 5.  | Stay with Me                                  | Jason Pierce | 5:08  |
| 6.  | Electricity                                   | Jason Pierce | 3:46  |
| 7.  | Home of the Brave                             | Jason Pierce | 2:22  |
| 8.  | The Individual                                | Jason Pierce | 4:15  |
| 9.  | Broken Heart                                  | Jason Pierce | 6:38  |
| 10. | No God Only Religion                          | Jason Pierce | 4:21  |
| 11. | Cool Waves                                    | Jason Pierce | 5:05  |
| 12. | Cop Shoot Cop...                              | Jason Pierce | 17:13 |

## Közreműködők

### Spiritualized
- Jason Pierce – ének, gitár (Fender Stratocaster, Fender Jaguar, Vox Starstream, Gibson Firebird), cimbalom, zongora, autoharp
- Kate Radley – orgona (Farfisa Compact, Vox Continental), zongora, Roland D-20 szintetizátor, háttérvokál
- Sean Cook – Fender Jazz Bass, szájharmonika
- Damon Reece – dob, ütőhangszerek, timbal, harang, üstdob

### További zenészek
- John Coxon – gitár (Fender Jaguar, Gibson Firebird), melodika, Roland JD-800 szintetizátor
- Ed Coxon – hegedű
- B.J. Cole – pedal steel gitár
- Angel Corpus Christi – harmonika
- Andy Davis – Hammond orgona
- Dr. John – zongora, ének a Cop Shoot Cop-on
- Simon Clarke – fuvola, baritonszaxofon
- Tim Sanders – tenorszaxofon
- Terry Edwards – tenorszaxofon
- Roddy Lorimer – trombita, szárnykürt
- Neil Sidwell – harsona
- Tim Jones – kürt
- The Balanescu Quartet (Alexander Balanescu, Clare Connors – hegedű; Kathy Burgess – brácsa; Sophie Harris – cselló)
- London Community Gospel Choir – kórus

### Produkció
- Jason Pierce – hangszerelés, producer, keverés
- John Coxon – producer
- Darren Allison – hangmérnök, keverés
- Chad Bamford – hangmérnök, keverés
- Mads Bjerke – hangmérnök, szerkesztés, posztprodukció
- Trevor Curwen – hangmérnök, keverés
- John Leckie – hangmérnök, keverés
- Patrick McCarthy – hangmérnök, keverés
- Patrick McGovern – hangmérnök, keverés
- Carl Nappa – hangmérnök
- Darren Nash – hangmérnök, hangmérnökasszisztens, keverőasszisztens
- Lem Lattimer - hangmérnökasszisztens
- Chris Scard – hangmérnökasszisztens
- Ray Staff – mastering

## Fordítás
- Ez a szócikk részben vagy egészben a Ladies and Gentlemen We Are Floating in Space című angol Wikipédia-szócikk ezen változatának fordításán alapul.  Az eredeti cikk szerkesztőit annak laptörténete sorolja fel. Ez a jelzés csupán a megfogalmazás eredetét és a szerzői jogokat jelzi, nem szolgál a cikkben szereplő információk forrásmegjelöléseként.